# Tierpark Berlin
Tierpark Berlin (Dyrepark Berlin) er en af Berlins to dyreparker og ligger i bydelen Berlin-Friedrichsfelde i bydelen Lichtenberg.
Parken omfatter 160 hektar, og er dermed den største af sin art i Europa. Den har cirka 7.500 dyr fordelt på mere end 850 arter. De tilhørende haver giver hele området et præg af at være en landskabspark. I de senere år er dyrehaven blevet kendt for sin vellykkede avl af elefanter.

## Transport
For at komme til dyreparken kan man tage med tunnelbanen (U-Bahn) linje U5 mod Hönow til stationen Tierpark.